# Vera (seizoen 6)
Dit artikel vat het zesde seizoen van Vera samen. Dit seizoen liep van 31 januari 2016 tot en met 21 februari 2016 en bevatte vier afleveringen. 

## Rolverdeling

### Hoofdrollen
- Brenda Blethyn - DCI Vera Stanhope
- Jon Morrison - DC Kenny Lockhart
- Kenny Doughty - DS Aiden Healy
- Riley Jones -  DC Mark Edwards
- Kingsley Ben-Adir - dr. Marcus Summer
- Lisa Hammond - Helen

## Afleveringen
| Nr. | Aflevering | Titel            | Schrijver      | Regisseur      | Selectie gastrollen | Uitzenddatum     |  |
| --- | ---------- | ---------------- | -------------- | -------------- | --- | ---------------- |  |
| 21 | 1          | Dark Road        | Martha Hillier | Marek Losey    | Cush Jumbo - DC Bethany Whelan Kelly Gough - Nicole McKendrick Faye Marsay - Christine Withers Linda Hargreaves - Pamela Daniel Ings - Simon                                              | 31 januari 2016  |  |
| Wanneer een jong meisje in de wildernis van Northumberland het vermoorde lichaam vindt van een oudere dame, gaat Vera met haar team op onderzoek uit. Het slachtoffer wordt geïdentificeerd als Anne Marie Richards, een zesenvijftigjarige grootmoeder. Anne Marie was recentelijk teruggekeerd uit Schotland om zich te herenigen met haar twee dochters, Nicole McKendrick en Christine Withers. Een 112-oproep door het slachtoffer in de nacht van de moord, en de verdachte omstandigheden in haar woning brengt het vermoeden bij Vera dat zij werd vermoord door een bekende. |            |                  |                |                | |                  |  |
| 22 | 2          | Tuesday's Child  | Glen Laker     | Jill Robertson | Julia Ford - Morven Liam Ainsworth - Rich Rakie Ayola - Amber Haleford Nisa Cole - Mia Haleford Joe Dixon - George Haleford Sean Gilder - Bobby                                           | 7 februari 2016  |  |
| Wanneer Jamie Thorne vermoord wordt gevonden op een hangplek voor jongeren, helemaal gewikkeld in plastic, gaat Vera en haar team op onderzoek uit. Autopsie wijst uit dat de doodsoorzaak veroorzaakt werd door een verwonding aan de schedel. Het lukt Vera echter niet te achterhalen wat voor wapen werd gebruikt. De enige aanwijzingen die zij heeft zijn een crucifix wat gevonden werd op het slachtoffer, en een ticket voor een fancy fair in zijn portemonnee. |            |                  |                |                | |                  |  |
| 23 | 3          | The Moth Catcher | Paul Thompson  | Jamie Childs   | Dorothy Atkinson - Shirley Hewarth Anthony Barclay - professor Alan Randle Harriet Cains - Lizzie Chanel Cresswell - Charlie Tanya Franks - Lorraine Hallam                               | 14 februari 2016 |  |
| Wanneer de tweeëntwintigjarige Alex Gartside dood wordt gevonden gaat Vera met haar team op onderzoek uit. Hij werd aangereden door een auto in een afgelegen gebied, waarna de auto is doorgereden. Het onderzoek brengt hen naar het huis van Alex waar zij nog een slachtoffer vinden, een liefhebber van nachtvlinders ligt daar doodgestoken op de vloer. Nu moeten zij erachter zien te komen wat de connectie is tussen deze twee doden, en wie hierachter zit. |            |                  |                |                | |                  |  |
| 24 | 4          | The Sea Glass    | Paul Thompson  | Paul Gay       | David Calder - Frank McAffee Noof McEwan - DC Hicham Cherradi Alex Ferns - Michael Quinn Mark Stobbart - Jay Connock Ciaran Griffiths - Steve Stonnall Philip Hill-Pearson - Lee Stonnall | 21 februari 2016 |  |
| Wanneer visser Tommy Stonnall onder mysterieuze wijze komt te overlijden, hij werd gevonden in een vissersnet, gaat Vera met haar team op onderzoek uit. Volgens de zonen van Tommy, Lee en Steve, moet het antwoord gezocht worden in een langlopende vete tussen hun vader en Jay Connock, de eigenaar van een lokale viswinkel. Dan ontdekken zij dat Tommy voor zijn dood al voor zes weken werd vermist, nu moeten zij eerst zien te ontdekken waar hij deze tijd is geweest. |            |                  |                |                | |                  |  |